# Italia ai VI Giochi olimpici invernali
L'Italia partecipò ai VI Giochi olimpici invernali, svoltisi a Oslo, Norvegia, dal 14 al 25 febbraio 1952, con una delegazione di 33 atleti, 5 dei quali donne. L'Italia si classificò al nono posto del medagliere con una medaglia d'oro e una di bronzo conquistate entrambi nello sci alpino rispettivamente da Zeno Colò e da Giuliana Minuzzo.

## Medaglie

### Medagliere per discipline
| Sport      | Oro | Argento | Bronzo | Totale |
| ---------- | --- | ------- | ------ | ------ |
| Sci alpino | 1   | 0       | 1      | 2      |
| Totale     | 1   | 0       | 1      | 2      |

### Medaglie d'oro
| Medaglia | Nome      | Sport      | Evento         |
| -------- | --------- | ---------- | -------------- |
| Oro      | Zeno Colò | Sci alpino | Discesa libera |

### Medaglie di bronzo
| Medaglia | Nome             | Sport      | Evento         |
| -------- | ---------------- | ---------- | -------------- |
| Bronzo   | Giuliana Minuzzo | Sci alpino | Discesa libera |